# Збільшення тривалості життя
Збі́льшення трива́лості життя́ — концепція збільшення як середньої, так і максимальної тривалості життя, особливо людини.
Середня тривалість життя визначається уразливістю до нещасних випадків та більшості хвороб. Її збільшення може бути досягнуто покращенням медичного обслуговування, санітарії, популяризацією здорового способу життя (включно із здоровим харчуванням та фізичною культурою), практик омолодження та запобіганням ризиків та шкідливих факторів, наприклад, паління, вживання алкоголю, надмірного споживання цукру та ін.
Максимальна тривалість життя визначається швидкістю старіння, характерною для даного виду, що закладена в генах та, можливо, дещо змінюється під впливом деяких інших факторів. Старіння проявляється у збільшенні ймовірності будь-яких хвороб, особливо хвороб похилого віку (серцево-судинні хвороби, онкопатології) та збільшення ймовірності смерті. Ще з кінця 2000-х відомо й визначено 9+4 основних механізмів старіння, і комплексний персоналізований вплив на них є перспективною стратегією омолодження біологічного віку і збільшення максимальної тривалості життя.
Дослідження 2021 року, проведене Ендрю Дж. Скоттом (Лондонська школа бізнесу та фінансів), Девідом Сінклером (Гарвардська медична школа) і Мартіном Еллісоном (Оксфордський університет), оцінило цінність подовження тривалості життя, зменшення захворюваності та боротьби зі старінням. Вони оцінили економічну перспективу, використовуючи модель статистичної вартості життя (VSL), відкалібровану відповідно до поточних економічних, медичних і демографічних даних США. Дослідження показало, що скорочення захворюваності, яке покращує здоров'я, є більш цінним, ніж подальше збільшення тривалості життя. Однак, щоб збільшити економічні вигоди, тривалість життя також має покращитися. Уповільнення старіння зменшує швидкість біологічних пошкоджень і покращує здоров'я та зменшує смертність. Автори підрахували, що уповільнення старіння, яке збільшує середню тривалість життя всього на один рік, має цінність для суспільства в 38 трильйонів доларів США на рік (на прикладі США).

## Наукове підґрунтя
Галузь науки, що займаються проблемою збільшення тривалості життя, називається «біомедичною геронтологєю», підрозділом геронтології. Дослідники у цій галузі прагнуть зрозуміти природу старіння і розробити засоби, здатні зупинити або як мінімум уповільнити процеси старіння. Від решти біогеронтологів їх відрізняє переважно практичний, а не академічний інтерес до процесу старіння.
Первинна стратегія збільшення тривалості життя — застосування доступних методів боротьби із старінням (або методів, які потенційно можуть уповільнити старіння) в надії прожити достатньо довго, щоб скористатися можливістю повного подолання старіння, сподіваючись, що це станеться достатньо швидко. Беручи до уваги швидкість розвитку сучасних біоінженерних і медичних технологій, очікується, що це може відбуватися в межах тривалості життя людей, що живуть сьогодні.
Багато біомедичних геронтологів вважають, що майбутні крупні досягнення в галузі омолодження тканин за допомогою регенеративної медицини (лікування стовбуровими клітинами, тканинна інженерія), генотерапії та редагуванню генома, біоінженерії (генна, клітинна, тканинна, друк органів) і комплексного впливу на 10 механізмів старіння зможуть повністю зупинити старіння та хвороби похилого віку, дозволяючи омолодження тіла до молодого стану.
Багато організацій пропонують можливість зберігання у замороженому стані після смерті з ціллю зберегти тіло людини до часу, коли успіхи медицини зможуть розробити такі методики омолоджування та відновити пошкодження, викликані самим процесом заморожування.
Збільшення максимальної тривалость життя людини — тема багатьох етичних дебатів між політиками, ученими, практиками та релігійними діячами.

## Історія досліджень та екстенсіоністського руху
Продовження життя було бажанням людства та основним мотивом в історії наукових пошуків та ідей протягом всієї історії, від шумерського епосу про Гільгамеша та єгипетського медичного папірусу Сміта, до даосів, практиків Аюрведи, алхіміків, та гігієністів, як Луїджі Корнаро і Крістоф Вільгельм Гуфеланд, і таких філософів, як Френсіс Бекон, Рене Декарт, Бенджамін Франклін і Ніколя Кондорсе.
Початок сучасного періоду в цьому напрямку можна простежити з кінця 19-го — початку 20-го століття, до так званого періоду «fin-de-siècle», який позначають як «кінець епохи» і характеризується зростанням наукового оптимізму та терапевтичного активізму, що тягне за собою прагнення продовжити життя. Серед видатних дослідників продовження життя в цей період були біолог, лауреат Нобелівської премії Ілля Мечников (1845—1916) — автор клітинної теорії імунітету та віце-директор Інституту Пастера в Парижі, і Шарль-Едуар Броун-Секар (1817—1894) — президент Французького біологічного товариства і один із засновників сучасної ендокринології.
У 2013 році в журналі Cell була опублікована стаття, яка узагальнила 10 механізмів старіння, які є основою сучасного погляду на омолодження біологічного віку та збільшення тривалості життя.

## Стратегії збільшення тривалості життя

### Сенолітики таліки від старіння(геропротеткори)
Сенолітики (від слів senescence і -lytic, «руйнівний») відносяться до класу малих молекул, які можуть вони вибірково індукувати загибель старіючих клітин (сенесцентних) і покращувати здоров'я людей. Сенолітики усувають старіючі клітини, тоді як сеноморфні препарати (апігенін, еверолімус і рапаміцин тощо) — модулюють властивості старіючих клітин, не знищуючи їх, пригнічуючи фенотипи старіння, включаючи SASP. Також препаратами-кандидатами є метформін, акарбоза, спермідин та препарати NAD+.
Багато препаратів для продовження життя є синтетичними альтернативами або потенційними доповненнями до існуючих нутрицевтиків (БАДів), таких як різні досліджувані сполуки, що активують шляхи сиртуїну (SRT2104). У деяких випадках фармацевтична препарати поєднується з нутрицевтиками — наприклад, у випадку гліцину в поєднанні з NAC.

### Здорове харчування
Див.також — Здорове харчування, Раціональне харчування, Нутриціологія, Нутрігеноміка, Нутрігенетика, Супер'їжа.
Дослідження показують, що дотримання середземноморської дієти та окінавської дієти пов'язані з покращенням здоров'я та тривалості життя, й зниженням загальної смертності та смертності від багатьох хронічних хвороб. Регулярне споживання фруктів та овочів, горіхів, цільнезернових, клітковини, жирної морської риби та/або омега-3 жирних кислот, рослинного білку, оливкової олії знижує ризики багатьох хронічних захворювань та смертності від них.
Дослідження показують, що характер харчування є основною причиною відносно великої сереньої тривалості життя в Японії.
Велику роль також відіграє здоров'я мікробіоти кишки. Дослідження показують, що мікробіота кишки бере участь у сприятливих ефектах для покращення здоров'я та продовження тривалості життя. Різноманіття раціону також необхідно для формування та збереження різноманітної мікробіоти кишки. Різноманіття складу мікробіоти є однією з основних умов для здоров'я кишки та організма в цілому. Тому для здоров'я мікробіоти кишки доцільним є вживання якомога більшої кількості різних продуктів з високим вмістом рослинних харчових волокон (клітковини), особливо фруктів, овочів, спецій та ферментованих продуктів.
Рандомізоване клінічне дослідження 2021 року 43 здорових людей у віці від 50 до 72 років показало, що 8 тижнів здорового способу життя — рослинна дієта, достатній та якісний сон, фізичні вправи та активне розслаблення, а також прийом пробіотиків та фітонутрієнтів — омолодили біологічний (епігенетичний) вік людей у середньому на 3.2 роки (p=0.018).
Також у 2021 році було задокументовано омолодження епігенетичного віку людини на 5 років всього за 7 місяців, за допомогою щоденної різноманітної рослинної дієти (особливо горіхи, овочі, насіння, ягоди та несолодкі фрукти), великої кількості різних дієтичних добавок (колаген, креатин, спермідин, лецитин, амінокислоти, вітаміни, поліфеноли, глюкозамін та інші).

### Біологічно активні добавки
Окрім досліджень сенолітиків і (синтетичних) препаратів для продовження життя, активно досліджуються дієтичні добавки та біологічно активні рослинні сполуки. Іноді їх використання досліджують або рекомендують як спосіб виправити дефіцит поживних речовин від переходу на здорову їжу, зокрема, від заміни споживання м'яса більшим споживанням продуктів рослинного походження. Особливо, але не тільки, в таких випадках досліджується додавання мінералів і різних специфічних мікроелементів. Наприклад, усунення дефіциту магнію може продовжити життя. Багато харчових добавок досліджуються насамперед для потенційного покращення здоров'я та тривалості здоров'я, а не для продовження тривалості життя.
Дослідження з біомедичної геронтології запропонували багато ліків та біологічно активних добавок для збільшення тривалості життя. Найпоширеніша ідея, що антиоксиданти (наприклад вітамін C, токоферол, ліпоєва кислота і N-ацетилцистеїн), прийняті як добавки до основної дієти, зможуть збільшити тривалість життя, засновуючись на впливі вільних радикалів на старіння.
Діабет нагадує прискорене старіння і пов'язаний з перехресним з'єднанням білків цукрами, переважно моносахаридами. Існує думка, що анти-глікаційні добавки (що запобігають утворенню моносахаридних перехресних зв'язків між білками), наприклад карнозин, піридоксамін, бенфотіамін і лізин, можуть уповільнити старіння.
Резвератрол — стимулятор Sir2 — також пропонується через успіх його використання для збільшення тривалості життя за рахунок імітації ефекту обмеження калорій на простих модельних організмах.
Багато інших харчових добавок показали позитивний ефект на деякі пов'язані із старінням умови та хвороби похилого віку. Наприклад селен, хром і цинк показали збільшення тривалості життя мишей. Метформін також можливо збільшує тривалість життя мишей.

### Обмеження калорій
Було показано, що обмеження споживання енергії або калорій, у здоровій у інших аспектах дієті (практика, відома як «обмеження калорій») збільшує максимальну тривалість життя більшості організмів, на яких воно булу досліджена, зокрема щурів, мишей, дріжджів, плодових мух і нематод. У більшості випадків, проте, збільшення тривалості життя відбувається тільки якщо дієта почнеться до досягнення статевої зрілості. У гризунів досягається приблизно 50 % збільшення максимальної тривалості життя за умови 40-50 % обмеження калорій порівняно з тваринами, що мали необмежену кількість їжі. Хоча спроби показати такий же ефект на більших за розміром та складністю організації тваринах поки що не принесли позитивних результатів, експерименти все ще проводяться з приматами.
Деякі екстенсіоністи життя сподіваються на успіх цих експериментів та вважають, що такий же ефект обмеження калорій може мати і на людину. За допомогою активістів екстенсіоністського руху (Брайан М. Делані, Ліса Валфорд і Рой Валфорд) в середині 1990-х років було створене «Товариство обмеження калорій». Представники групи силою волі обмежують споживання їжі з ціллю продовжити власне життя, але група залишається малою.
Відповідно до двох наукових оглядів, опублікованих у 2021 році, накопичені дані свідчать про те, що дієтичне обмеження (DR) — головним чином інтервальне голодування та обмеження калорійності — призводить до багатьох тих самих корисних змін у дорослих людей, що й у досліджуваних організмів, потенційно збільшуючи здоров'я та тривалість життя.

### Замісна гормональна терапія
Гормональна терапія (терапія заміни гормонів) — що намагається відновити рівні гормонів до рівня, характерного в молодості (перш за все соматотропного гормону (гормону росту), тестостерону, естрогену, прогестерону, мелатоніну, дегідроепіандростерону (ДЕА) і тироїдного гормону, концентрації яких знижуються з віком) — також пропонується як засіб зменшення ефектів старіння. Інші, менш популярні гормони, які також потенційно можуть бути корисними — окситоцин, інсулін, гонадотропін, еритропоетин та інші.

### Генетичний і хімічний вплив на модельні організми
Існує багато відомих генів та сигнальних молекул, що у тій чи іншій мірі здатні збільшувати тривалість життя модельних організмів. Наприклад, деякий вплив на тривалість життя має соматотропний гормон (гормон росту), але існують свідоцтва протилежних ефектів його впливу. Одна з ранніх робіт свідчить, що додаткове постачання мишам гормону росту збільшує середню тривалість життя. Інше дослідження навпаки свідчить, що вилучення (нокаут) гормону росту у мишах також приводить до збільшення максимальної тривалості життя.
Значний вплив на тривалість життя має ще один гормон, інсулін. Загалом надлишок інсуліну приводить до зменшення тривалості життя. Генетично модифіковані миші, що не мають інсулінового рецептора в жировій тканині, живуть довше. Миші із оверекспресією (надмірною експресією) гену клото, що обмежує чутливість до інсуліну, також показують збільшену тривалість життя.
Найбільший клас генів, здатних збільшувати тривалість життя, пов'язаний із геном Sir2. Механізм дії їх продуктів нагадує ефект обмеження калорій. І навпаки, було показано, що активність Sir2 зростає за умовами обмеження калорій в дієті мишей. Через відсутність доступної глюкози в клітинах утворюється більше вільного NAD+, що приводить до активації Sir2. Кілька модельних організмів проявляють збільшену тривалість життя за умовами оверекспресії Sir2.
Вплив резвератролу також збільшує тривалість життя дріжджів, певних риб, плодових мух і щурів, зараз експерименти проводяться і на інших ссавцях. Метод дії резвератролу точно не відомий, але пропонується, що його ефект також пов'язаний із шляхом Sir2.

#### Генотерапія
Основні статті — Генотерапія, Редагування генома.
В 2021 році було проведено невелике спонсороване інтервенційне нерандомізоване дослідження без контрольної групи з використанням нового запатентованого методу передачі генів центральної нервової системи для доставки генів AAV hTert і Klotho п'яти пацієнтам із легкою або помірною деменцією для першочергової оцінки безпеки. Дані клінічної відповіді були зібрані як вторинний інтерес. Терапія продемонструвала дуже високий профіль безпеки без виявлення серйозних побічних ефектів. Клінічне обстеження пацієнтів протягом одного року спостереження дало значні результати: у всіх п'яти пацієнтів було продемонстровано явне зменшення симптомів деменції, наприклад, стійке когнітивне покращення, виміряне за допомогою обстеження Фольштейна. Теломерний аналіз проводили до і після терапії. Було виявлено вимірне подовження теломер учасників, і зменшення біологіяного віку зі збільшенням хронологічного.

### Клонування та заміна органів
Див. також — Тканинна інженерія, Інженерія нервової тканини, Друк органів.
Біотехнології, особливо пов'язані з клонуванням людських органів і дослідженнях стовбурових клітин, здається, вже у відносно близькому майбутньому зможуть запропонувати можливість заміни старих частин тіла (принаймні деяких) новими частинами, вирощеними штучно. Сучасні технології вже продемонстрували здійсненність заміни частин тіла в лабораторних експериментах, найвідомішим прикладом було штучне вирощення та успішна імплантація функціонуючого сечового міхура собак. Міхури і інші прості біологічні структури відносно легко піддаються штучному виробництву, тоді як складні біологічні структури, такі як суглоби, кінцівки та складні органи, ще далекі до штучного виробництва. Беручи до уваги зростаючі темпи розвитку нових технологій, ймовірно, що штучне виробництво частин тіла різної складності та успішні методики імплантації одного часу стануть можливими.
У одному популярному сценарії, мозок індивідуумів буде пересаджено із старіючого тіла в нове, клоноване із власних тканин пацієнта. Такий сценарій зустрічається, наприклад, у фантастичному, але досить реалістичному творі Доктора Екс «Я постійний» (I of persistence). Експерименти з пересадки мозку проводилися починаючи ще з середини 20-го століття (як мавп, так і собак), але завжди терпіли невдачу через відторгнення імунною системою та нездатність відновити нервові зв'язки. Захисники заміни частин тіла і клонування вважають, проте, що необхідні для заміни органів біотехнології, ймовірно, з'являться раніше, ніж інші методи збільшення тривалості життя.

### Кріоніка
Основна ідея кріоніки полягає в тому, що методики збільшення тривалості життя, можливо, кінець кінцем дозволяють людям жити тисячі років не випробуючи ефектів старіння. Але ці методики ймовірно не будуть доступними протягом наступних кількох десятків років. Тобто є небезпека, що будь-хто, навіть молодий зараз, встигне вмерти до того, як нові засоби медицини стануть доступними. Кріозбереження незабаром після наступлення «законної» смерті, може надати «швидку допомогу», що доставить тіло людини у майбутнє, засновуючись на вірі, що за умовами кріогенних температур зміни в біологічних тканинах за кілька тисяч років будуть незначними, та придатними для відновлення життя користуючись технологіями майбутньої медицини.
Слід відзначити, що для відновлення життя кріозбережених людей майбутня медицина потрібна бути не тільки здатною вилікувати всі хвороби та омолодити людину до молодого стану, але і й відновити пошкодження, викликані самим процесом кріозбереження. Екстенсіоністи очікують, що технології молекулярного ремонту (нанотехнології і наномедицина) з часом зможуть досягти цих результатів. Проте, для більшої впевненості в успіху, значні зусилля витрачаються для мінімізації пошкоджень кріозбереження, зменшуючи пошкодження клітинних мембран через кристалізацію за допомогою вітріфікації, та зменшуючи ішемічні пошкодження за допомогою швидкого охолоджування і кардіо-пульмонарної підтримки (підтримки діяльності серця і легенів) одразу після смерті.
Кріоніка ніколи не полягає просто в заморожуванні цілого тіла людини або тварин. Кристалізація льоду викликає значні пошкодження тканин тіла, тому всі організації, що пропонуються послуги кріоніки, використовують кріопротектанти, щоб запобігти утворенню кристалів льоду, тобто антифрізні речовини. Колись популярним було використання гліцерину як кріопротектанту, в результаті чого близько 80 % рідин тіла вітріфікувалися (перетворивалися на склоподібну речовину) і близько 20 % кристалізувалися. Хоча кріоністи і сподіваються на можливість омолоджування та відновлення тіла у майбутньому, вітріфікація допомагає зменшити складність процесу та збільшити ймовірність успіху. Методи вітріфікації, розроблені у 1990-х роках, зменшили утворення льоду до менш ніж 0,2 %. За допомогою такого методу в 2005 році вдалося вітріфікувати нирку кроля, заморозити до −135 °C, а потім пересадити іншому кролику із повним збереженням функціональності.
Зупинка биття серця і дихання, звичайні критерії законної смерті, не означають смерті клітин і тканин тіла. Тканини тіла деякий час після очевидної смерті все ще зберігають функціональність. Навіть при кімнатній температурі клітинам займає кілька годин для вмирання. Хоча неврологічні пошкодження — звичайний наслідок припинення серцевого ритму більш ніж на 4-6 хвилин, необоротні процеси нейродеградації не відбуваються протягом кількох годин.
Швидке охолоджування і кардіо-пульмонарна підтримка, розпочаті негайно після смерті, можуть зберегти клітини і тканини тіла для подальшого тривалого збереження при кріогенних температурах. Люди, особливо діти, виживали протягом години без пульсу після занурення в крижану воду, і після 45 хвилин без пульсу вдавалося досягти повного відновлення життєдіяльності. Групи працівників кріоністичних організацій зазвичай чекають біля ліжка пацієнтів, щоб застосувати охолоджування і кардіо-пульмонарну підтримку щонайшвидше після оголошення смерті. Кріоністи не вважають, що законна смерть — реальна смерть (необоротне руйнування анатомічної основи розуму), тоді як традиційна медицина вважає моментом смерті момент, коли пульс не може бути відновлений за допомогою дефібрілятора.

### Стратегії конструювання незначного старіння
Відомий біогеронтолог і активіст збільшення тривалості життя Обрі де Грей запропонував підхід, відомий як Стратегії конструювання незначного старіння (англ. Strategies for Engineered Negligible Senescence, SENS). Замість вивчення механізмів накопичення пошкоджень під час старіння та боротьби з ними, цей підхід пропонує штучне інженерну розробку методів виправлення пошкоджень на всіх рівнях де це важливо та здійснимо. Для досягнення цієї цілі підхід пропонує використання генотерапії, білкової терапії, хімічного та іншого зовнішнього впливу на організм з ціллю знищення симптомів старіння, за допомогою чого старіння протекатиме дуже повільно або не існуватиме зовсім, та, можливо, буде досягнуто омолодження організму. Більш конкретно, завдання було розбито на кілька головних аспектів старіння (так звані «сім смертельних речей») та стратегії боротьби з кожним з них:
1. Втрата клітин у м'язах може бути зупинена за допомогою фізичних вправ. У всіх інших тканинах потрібні фактори росту та, у деяких випадках, відновлення популяції стовбурових клітин.
2. Старі клітини (перш за все клітини, що близькі до ліміту Гайфліка) можуть бути усунені активізацією імунної системи проти них. Альтернативно, за допомогою генотерапії може бути створена генетична програма, що викликатиме апоптоз (самогубство) таких клітин.
3. Перехресні зв'язки між білками, особливо колагену, можуть теоретично бути усунені за допомогою хімічних речовин, що руйнують деякі такі зв'язки. Проте, щоб усунути всі перехресні зв'язки потрібно розвивати ферментативні методи.
4. Позаклітинне сміття може бути усунена за допомогою вакцинації і програмування білих кров'яних тілець «поїдати» сміття.
5. Для утилізації внутріклітинного сміття потрібно додати нові ферменти, можливо ферменти ґрунтових бактерії, здатні розчиняти ліпофусцин та інші пігменти та інертні речовини, які ферменти ссавців не здатні розчиняти.
6. Для запобігання мітохондріальним мутаціям слід перемістити відповідно змінені копії мітохондріальних генів в ядро клітини. Мітохондіальна ДНК випробує дуже сильні мутагенні пошкодження через те, що саме у мітохондріях утворюється найбільша кількість активних форм кисню та через значно гірші механізми репарації ДНК у мітохондріях, ніж у ядрі клітини. Копія мітохондріальної ДНК, розташована в ядрі, бути краще захищена, а всі мітохондріальні білки будуть транспортуватися до мітохондрій, як це вже трапляється з більшістю мітохондріальних білків.
7. Для боротьби з раком (найсмертельнішим наслідком мутацій) пропонується створити механізми вилучення генів теломерази при переході від стовбурових клітин до соматичних (або у всіх клітинах, та періодичне зовнішнє відновлення популяції стовбурових клітин) та усунення незалежних від теломер засобів трансформації клітин на ракові.

Кілька груп зараз активно працюють над здійсненням багатьох елементів цього плану. Крім того, Обрі де Грей є одним із співзасновників Фонду Мафусаїла, що пропонує Мишиний приз Мафусаїла (англ. Methuselah Mouse Prize або M-prize) першому, кому вдасться значно збільшити тривалість життя миші або омолодити її.

### Уповільнення життя
Уповільнення життя — уповільнення життєвих процесів зовнішніми засобами без припинення життя. Дихання, пульс та інші мимовільні функції все ще можуть відбуватися, але на такому рівні, що можуть бути виявлені тільки штучними засобами.
Найперспективнішим здається використання для цієї цілі сильного холоду, але вище температури замерзання. Хоча методики охолодження ще не застосовувалися до людини навмисно, експерименти ставляться на собаках, свинях і мишах. У одній з методик кров зливається з тіла та замінюється дуже холодним фізіологічним розчином. Приблизно через 3 години після настання клінічної смерті кров повертають назад в кровоносну систему, і серцевий ритм відновлюється за допомогою електричного розряду. На собаках та свинях експерименти були поставлені близько 200 разів із 90 % частотою успіху.
Згідно з недавньою статтею у журналі Science, уповільнення життя також вдалося досягти в мишах використовуючи хімічні методи.

### Пересадка свідомості
Пересадка свідомості означає перенос розуму/свідомості людини на інший носій, що забезпечує більш тривале фунціювання, ніж тіло людини. Стереотипічно, але не обов'язково, для цієї цілі може використовуватися кремнієвий комп'ютер. Ідея засновується на структурі передачі та обробки сигналів у мережах нейронів, що являє собою числову систему, яка теоретично може бути просимульована на комп'ютері. Проте, структура пам'яті ще й досі невідома, як і невідома структура свідомості, тому не існує наукового розуміння, як може бути побудований процес «зчитування» свідомості людини. Із постійним зростанням обчислювальних потужностей комп'ютерів та ймовірним збереженням тенденції, передбачається, що скоро потужності комп'ютерів стануть достатніми для того, щоб повністю просимулювати процес мислення людини, за прогнозами футуриста Рея Курзвейла, це буде досягнуто до 2020 року. Зараз проводиться багато досліджень функціювання мозку людини, і прогнозується створення технологій створення детальних карт мозку приблизно на такій же шкалі часу. Пересилка людського розуму на комп'ютер, якщо буде здійснена, потенційно може значно збільшити тривалість життя «людини», точніше її свідомості.

## Наукова критика

### Біологічно активні добавки та ліки
Основна критика боротьби із старінням за допомогою хімічних речовин стосується не теоретичних можливостей методу, а засобів, що продаються зараз. Особливо це стосується антиоксидантів, прийняття яких у ролі біологічно активних добавок як засіб проти старіння було широко розрекламоване протягом останнього часу.
Незважаючи на значні зусилля, витрачені на отримання доказів збільшення тривалості життя під впливом антиоксидантів, наприклад у роботах Денгама Гармана, було встановлене лише деяке збільшення середньої тривалості життя, але не максимальної. Деякі речовини, що не є антиоксидантами, прийняті у складі харчових продуктів (наприклад селен, хром і цинк) є більш ефективними і показали збільшення не тільки середньої, але й максимальної тривалості життя (хоча, щонайменш частково, цей ефект може бути результатом обмеженого розміру популяції). Проте, розрекламованими речовинами є не вони, а численні препарати переважно на основі антиоксидантів, жоден з яких не показав збільшення максимальної тривалості життя людини. У відповідь на «безпринципну спрагу наживи на продажі біологічно активних добавок і ліків проти старіння» група біогеронтологів почала активну «війну» проти наявних препаратів проти старіння, зокрема проти «Американської академії медицини проти старіння» (A4M), активного продавця цих препаратів. Найвідоміші вчені в галузі біогеронтології Джей Олчанскі, Леонард Гейфлік і Брюс Карнес написали відкриту програмну статтю проти них.